# Adrián Galád
Adrián Galád, né en 1970, est un astronome slovaque.
D'après le Centre des planètes mineures, il a découvert sept astéroïdes seul et soixante-quatorze avec un codécouvreur.
L'astéroïde (32008) Adriángalád est nommé d'après lui.

## Astéroïdes découverts
| Astéroïdes découverts : 81                                                                                   | Astéroïdes découverts : 81 |
| --- | -------------------------- |
| (11118) Modra[1]                                                                                             | 9 août 1996                |
| (11614) Istropolitana[2]                                                                                     | 14 janvier 1996            |
| (11636) Pezinok[2]                                                                                           | 27 décembre 1996           |
| (11657) Antonhajduk[2]                                                                                       | 5 mars 1997                |
| (12482) Pajka[2]                                                                                             | 23 mars 1997               |
| (13154) Petermrva[2]                                                                                         | 7 septembre 1995           |
| (14040) Andrejka[2]                                                                                          | 23 août 1995               |
| (14098) Šimek[2]                                                                                             | 24 août 1997               |
| (14509) Lučenec[2]                                                                                           | 9 mars 1996                |
| (14968) Kubáček[2]                                                                                           | 23 août 1997               |
| (15860) Siráň[1]                                                                                             | 20 avril 1996              |
| (15946) Satinský[2]                                                                                          | 8 janvier 1998             |
| (16869) Košinár[2]                                                                                           | 10 janvier 1998            |
| (20180) Annakolény[2]                                                                                        | 27 décembre 1996           |
| (20664) Senec[3]                                                                                             | 31 octobre 1999            |
| (22429) Jurašek[2]                                                                                           | 27 décembre 1996           |
| (22440) Bangsgaard[2]                                                                                        | 17 mai 1996                |
| (24194) Paľuš[1]                                                                                             | 8 décembre 1999            |
| (24949) Klačka[2]                                                                                            | 4 août 1997                |
| (24959) Zielenbach[2]                                                                                        | 3 octobre 1997             |
| (27896) Tourminator[2]                                                                                       | 13 juillet 1996            |
| (28753) 2000 HA[4]                                                                                           | 18 avril 2000              |
| (29650) Toldy[5]                                                                                             | 18 avril 2000              |
| (31234) Bea[2]                                                                                               | 7 février 1998             |
| (33137) Strejček[2]                                                                                          | 20 février 1998            |
| (35621) Lorius[2]                                                                                            | 15 mai 1998                |
| (39892) 1998 FQ5[2]                                                                                          | 23 mars 1998               |
| (42849) Podjavorinská[5]                                                                                     | 15 septembre 1999          |
| (43994) 1997 PF3[2]                                                                                          | 11 août 1997               |
| (55900) 1998 CQ[2]                                                                                           | 3 février 1998             |
| (58713) 1998 DS[2]                                                                                           | 19 février 1998            |
| (59378) 1999 FV3[3]                                                                                          | 19 mars 1999               |
| (59415) 1999 GJ[3]                                                                                           | 4 avril 1999               |
| (60009) 1999 TL17[3]                                                                                         | 15 octobre 1999            |
| (60972) Matenko[5]                                                                                           | 23 mai 2000                |
| (65851) 1997 EM2[2]                                                                                          | 4 mars 1997                |
| (66669) Aradac[5]                                                                                            | 12 octobre 1999            |
| (71282) Holuby[5]                                                                                            | 6 janvier 2000             |
| (74826) 1999 TN17[5]                                                                                         | 13 octobre 1999            |
| (80009) 1999 GD2[4]                                                                                          | 8 avril 1999               |
| (85494) 1997 TS[2]                                                                                           | 4 octobre 1997             |
| (85575) 1998 DC1[2]                                                                                          | 19 février 1998            |
| (85577) 1998 DC2[2]                                                                                          | 21 février 1998            |
| (90996) 1998 AQ7[2]                                                                                          | 8 janvier 1998             |
| (91011) 1998 CH2[2]                                                                                          | 8 février 1998             |
| (91156) 1998 QS60[3]                                                                                         | 31 août 1998               |
| (91602) 1999 TM17[5]                                                                                         | 13 octobre 1999            |
| (96392) 1998 DH[2]                                                                                           | 17 février 1998            |
| (99912) 1995 UY44[5]                                                                                         | 31 octobre 1995            |
| (100521) 1997 BX5[2]                                                                                         | 26 janvier 1997            |
| (100595) 1997 PA2[2]                                                                                         | 4 août 1997                |
| (100603) 1997 RN9[2]                                                                                         | 15 septembre 1997          |
| (100707) 1998 BW14                                                                                           | 25 janvier 1998            |
| (100737) 1998 DR9[2]                                                                                         | 23 février 1998            |
| (101966) 1999 RO43[5]                                                                                        | 14 septembre 1999          |
| (102532) 1999 UU4[3]                                                                                         | 31 octobre 1999            |
| (120683) 1997 CJ6[2]                                                                                         | 6 février 1997             |
| (123852) Jánboďa[6]                                                                                          | 15 février 2001            |
| (134403) 1997 SC[2]                                                                                          | 16 septembre 1997          |
| (136765) 1996 JA[2]                                                                                          | 5 mai 1996                 |
| (136822) 1997 PW4[2]                                                                                         | 10 août 1997               |
| (145770) 1997 TW24[2]                                                                                        | 13 octobre 1997            |
| (148021) 1998 CT[2]                                                                                          | 4 février 1998             |
| (168398) 1998 DG[2]                                                                                          | 17 février 1998            |
| (171619) 2000 CX2[5]                                                                                         | 2 février 2000             |
| (173177) 1997 SW4[5]                                                                                         | 23 septembre 1997          |
| (181783) 1998 BV14                                                                                           | 25 janvier 1998            |
| (205022) 1998 AW4[2]                                                                                         | 7 janvier 1998             |
| (215113) 1998 DD2[2]                                                                                         | 21 février 1998            |
| (216524) 2001 HM20[3]                                                                                        | 27 avril 2001              |
| (219090) 1998 RA[3]                                                                                          | 1er septembre 1998         |
| (241590) 1998 BM4                                                                                            | 23 janvier 1998            |
| (257514) 1997 CL4[2]                                                                                         | 3 février 1997             |
| (285116) 1995 SN1                                                                                            | 18 septembre 1995          |
| (298963) 2004 VM15                                                                                           | 5 novembre 2004            |
| (305582) 2008 YX44                                                                                           | 25 janvier 1998            |
| (310390) 1998 HC2[2]                                                                                         | 17 avril 1998              |
| (356985) 1997 SA[2]                                                                                          | 16 septembre 1997          |
| (422656) 1998 DL[2]                                                                                          | 18 février 1998            |
| 1. avec D. Kalmančok 2. avec A. Pravda 3. avec J. Tóth 4. avec L. Kornoš 5. avec P. Kolény 6. avec Š. Gajdoš |                            |